# Trzciągowo
Trzciągowo [tʂt͡ɕɔnˈɡɔvɔ] (tiếng Đức: Stengow)  là một ngôi làng thuộc khu hành chính của Gmina Międzyzdroje, thuộc quận Kamień, West Pomeranian Voivodeship, ở phía tây bắc Ba Lan. Nó nằm khoảng 7 kilômét (4 mi)   phía nam Międzyzdroje, 25 km (16 mi) phía tây nam Kamie Kam Pomorski và 51 km (32 mi) phía bắc thủ đô khu vực Szczecin.
Trước năm 1945, ngôi làng là một phần của Đức và được gọi là Stengow.